# Cò quăm Madagscar
Threskiornis bernieri là một loài chim trong họ Threskiornithidae. Loài này được tìm thấy ở Madagascar và Seychelles. Môi trường sống tự nhiên của chúng là các khu rừng ngập mặn, cửa sông ven biển, bãi triều, và đầm phá mặn ven bới ở vùng nhiệt đới hoặc cần nhiệt đới. Hiện chúng bị đe dọa do mất môi trường sống.
Một số tác giả xem phân loại này là một phân loài của Threskiornis aethiopicus.